# ليالي الحب (ألبوم)
ليالى الحب هو الالبوم الثالث للفنانه اللبنانية سيرين عبد النور، تم إصداره عام 2009 من إنتاج شركة روتانا للصوتيات والمرئيات، وهو ثالث البوم يجمع بين سيرين عبد النور وشركة روتانا.

## قائمة الأغاني
- خبرني - 4:04 (كلمات:زياد برجى، الحان:زياد برجى)
- سنين - 3:55 (كلمات:أحمد ماضى، الحان:رواد رعد)
- تاركني لمين - 4:22 (كلمات:أحمد ماضى، الحان:جان صليبا)
- عمري معاك - 4:01 (كلمات:أحمد عبد النبى، الحان:جاد ميهنى)
- عيون العسليه - 3:30 (كلمات:مروان خورى، الحان:مروان خورى)
- ليالي الحب - 3:45 (كلمات:منير بو عساف، الحان:هشام بولس)
- مالك ومالي – 3:59 (كلمات:أحمد ماضى، الحان:محمد يحيى)
- ماليش الا أنت - 4:22 (كلمات:هيثم شعبان، الحان:طونى أسمر)